# Diksonijevke
Diksonijevke (lat. Dicksoniaceae nom. cons.), porodica papratnica koja je dobila ime po rodu listopadnog i vazdazelenog drveća, diksonija (Dicksonia). Postoji tridesetak priznatih vrsta unutar 3 roda.

## Opis
Dicksoniaceae su porodica paprati, koja sadrži oko 3 roda i oko 30 vrsta, u odjelu Pteridophyta (niže vaskularne biljke). Porodica ima dug i raznolik fosilni zapis koji se proteže sve do razdoblja trijasa (prije 251 milijun do 199,6 milijuna godina). Pripadnici Dicksoniaceae široko su rasprostranjeni i česta su komponenta vlažnih tropskih šuma diljem svijeta. Većina vrsta Dicksoniaceae poznate su po svojim stabljikama nalik deblu, koje su rizomi modificirani za vertikalni rast i uklopljeni u debeli omotač sporednog korijenja. Listovi, koji su često jako razdijeljeni, mogu biti dugi i po nekoliko metara, a karakteristični su po odsutnosti ljuski i prisutnosti često uočljivih višestaničnih dlačica, osobito na peteljci. Sorusi su kružnog do eliptičnog oblika i nalaze se duž rubova lisnih segmenata. Zaštićeni su s jedne strane modificiranim uvijenim rubom lista, a s druge membranskim zaštitnim poklopcem (induzijem), što rezultira izgledom čašičastog do kutijastog pokrova za sporangije. Spore su loptaste (tetraedarske).
Lophosoria quadripinnata, nekoć je pripadala vlastitoj porodici (Lophosoriaceae), sada je dodijeljena u Dicksoniaceae. Biljka je rasprostranjena u neotropskim planinama, od južnog Meksika do Bolivije i Brazila. Također se javlja na nekim otocima, uključujući Kubu i otočje Juan Fernández. L. quadripinnata je mala drvenasta paprat s visoko razdijeljenim listovima. Okruglim sorusima nedostaje induzij. Spore su kuglaste i imaju uočljiv rub u obliku krafne po obodu.

## Rodovi
1. Genus Calochlaena (Maxon) M.D. Turner & R.A. White • 5 spp
2. Genus Dicksonia L'Hér. • (32 spp.)
3. Genus Lophosoria C. Presl • 2 spp